# Szinkronúszás a 2004. évi nyári olimpiai játékokon
A 2004. évi nyári olimpiai játékokon a szinkronúszást augusztus 23. és 27. között rendezték. Két versenyszámban, párosban és csapatban avattak olimpiai bajnokot.

## Éremtáblázat
(Az egyes számoszlopok legmagasabb értéke vagy értékei vastagítással kiemelve.)
| A 2004. évi nyári olimpiai játékok éremtáblázata szinkronúszásban | A 2004. évi nyári olimpiai játékok éremtáblázata szinkronúszásban | A 2004. évi nyári olimpiai játékok éremtáblázata szinkronúszásban | A 2004. évi nyári olimpiai játékok éremtáblázata szinkronúszásban | A 2004. évi nyári olimpiai játékok éremtáblázata szinkronúszásban | Olimpia  |
| ----------------------------------------------------------------- | ----------------------------------------------------------------- | ----------------------------------------------------------------- | ----------------------------------------------------------------- | ----------------------------------------------------------------- | -------- |
|                                                                   | Ország                                                            | Arany                                                             | Ezüst                                                             | Bronz                                                             | Összesen |
| 1.                                                                | Oroszország (RUS)                                                 | 2                                                                 | 0                                                                 | 0                                                                 | 2        |
|                                                                   |                                                                   |                                                                   |                                                                   |                                                                   |          |
| 2.                                                                | Japán (JPN)                                                       | 0                                                                 | 2                                                                 | 0                                                                 | 2        |
|                                                                   |                                                                   |                                                                   |                                                                   |                                                                   |          |
| 3.                                                                | Egyesült Államok (USA)                                            | 0                                                                 | 0                                                                 | 2                                                                 | 2        |
|                                                                   |                                                                   |                                                                   |                                                                   |                                                                   |          |
| Összesen                                                          | Összesen                                                          | 2                                                                 | 2                                                                 | 2                                                                 | 6        |

## Érmesek
| A 2004. évi nyári olimpiai játékok érmesei szinkronúszásban | | | |
| Versenyszám                                                 | Arany | Ezüst | Bronz |
| Páros                                                       | Oroszország (RUS) · Anasztaszija Davidova · Anasztaszija Jermakova | Japán (JPN) · Tacsibana Mija · Takeda Miho | Egyesült Államok (USA) · Alison Bartosik · Anna Kozlova |
| Csapat                                                      | Oroszország (RUS) · Jelena Azarova · Olga Brusznyikina · Anasztaszija Davidova · Marija Gromova · Anasztaszija Jermakova · Elvira Haszjanova · Marija Kiszeljova · Olga Novokscsenova · Anna Sorina | Japán (JPN) · Fudzsimaru Micsijo · Harada Szaho · Joneda Jóko · Kavasima Naoko · Kitao Kanako · Szuzuki Emiko · Tacumi Dzsuri · Tacsibana Mija · Takeda Miho | Egyesült Államok (USA) · Alison Bartosik · Tamara Crow · Erin Dobratz · Rebecca Jasontek · Anna Kozlova · Sara Lowe · Lauren McFall · Stephanie Nesbitt · Kendra Zanotto |